# Moreira Sales (ort)
Moreira Sales är en ort i Brasilien.   Den ligger i kommunen Moreira Sales och delstaten Paraná, i den södra delen av landet, 1 100 km sydväst om huvudstaden Brasília. Moreira Sales ligger 463 meter över havet och antalet invånare är 8 698.
Terrängen runt Moreira Sales är platt. Runt Moreira Sales är det ganska glesbefolkat, med 47 invånare per kvadratkilometer..
Trakten runt Moreira Sales består till största delen av jordbruksmark.